# Maják Coal Jetty
Maják Coal Jetty (anglicky: Ashkelon Coal Jetty Breakwater Light) se nachází ve městě Aškelon v Izraeli ve východní části Středozemního moře.

## Popis
Válcová stupňovitá věž z betonu je umístěna v aškelonském přístavu Coal Jetty, který provozuje ropná společnost Eilat Ashkelon Pipeline Company Ltd. Maják je na konci vlnolamu uhelného přístavu Aškelon. Okolí a věž je veřejnosti nepřístupná.
V okolí přístavu se nachází uhelná elektrárna Rutenberg a největší odsolovací zařízení v Izraeli. Přístav je terminálem Transizraelského ropovodu, který původně sloužil k transportu íránské ropy z přístavu Ejlat.

## Data
- výška světla 15 m n. m.
- výška věže 18 m
- zelený záblesk v intervalu 6 vteřin

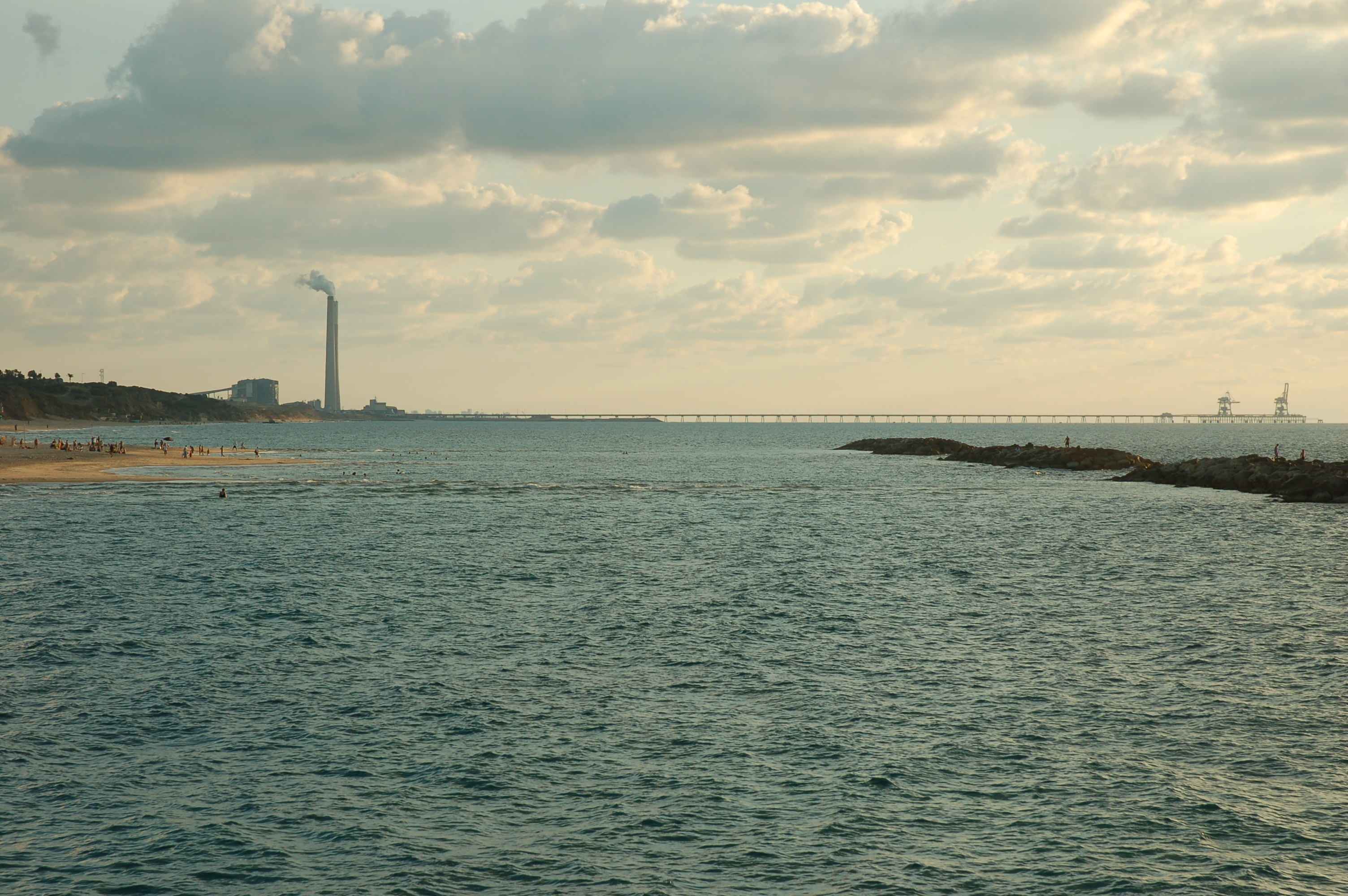
Elektrárna Rutenberg

označení:
- Admiralty E5957
- NGA 113-21238